# Paix Bouche
Paix Bouche este un oraș din Dominica.